# Midareru
Midareru è un film del 1964 diretto da Mikio Naruse.
Ha vinto il Premio per la miglior interpretazione femminile al Festival di Locarno 1964.